# Circuito di Interlagos
L'autódromo José Carlos Pace (in portoghese Autódromo José Carlos Pace) è un circuito automobilistico di San Paolo del Brasile, noto anche come circuito di Interlagos dal nome della zona cittadina in cui sorge.
Inaugurato nel 1940, tra il 1973 e il 2019 ha ospitato 37 edizioni del Gran Premio del Brasile valido per il campionato mondiale di Formula 1. Dal 2021, sempre in Formula 1, ospita il Gran Premio di San Paolo.
Fa parte anche dei circuiti utilizzati dal campionato del mondo endurance FIA.
Lungo 4,309 km, il suo record assoluto di velocità sul giro appartiene al pilota finlandese Valtteri Bottas, con il tempo di 1'10"540 (media 219,909 km/h), mentre quello sulla distanza è appannaggio del britannico Lewis Hamilton (305,879 km in 1h27'09"066, media 210,585 km/h). Entrambe le prestazioni furono stabilite durante il Gran Premio del Brasile 2018 su Mercedes AMG F1 W09 EQ Power+.

## Storia

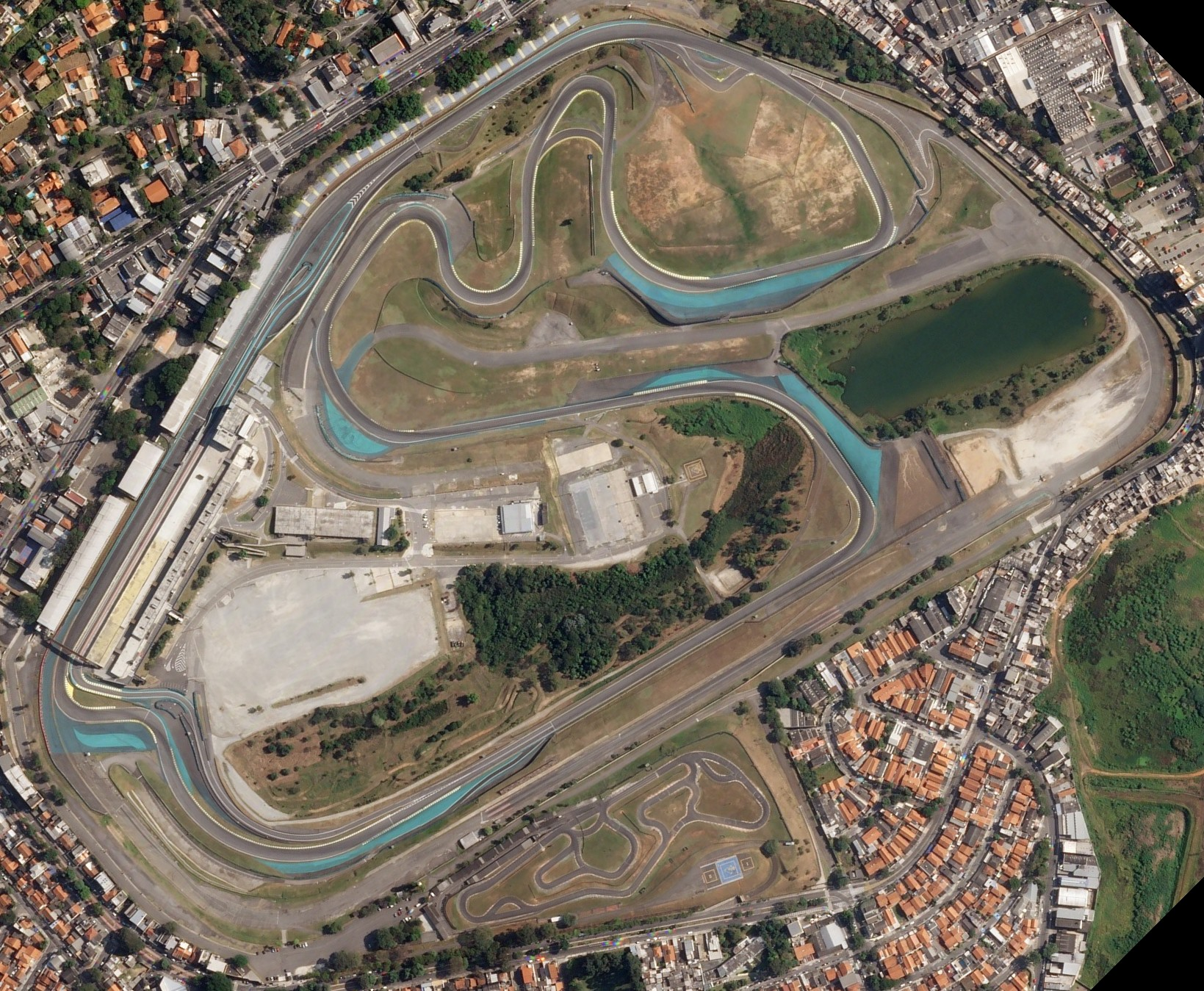
Vista satellitare dell'attuale circuito

Fu  inaugurato il 12 maggio 1940 ed è generalmente conosciuto con il nome di circuito di Interlagos, anche se questo non è più il suo nome ufficiale dopo essere stato intitolato al pilota italo-brasiliano Carlos Pace deceduto nel 1977.
L'idea era di realizzare un autodromo ovale che si ripiegasse nell'interno. Il nome della località e del circuito (letteralmente, "tra i laghi" in portoghese) deriva dal fatto di essere situato tra due laghi artificiali, il Guarapiranga e il Billings, costruiti all'inizio del XX secolo per rifornire la metropoli di acqua ed energia elettrica. Questa sua collocazione su di un terreno non molto solido tra i due laghi è probabilmente all'origine del tracciato pieno di dossi, data l'impossibilità di mantenere un asfalto ben livellato.

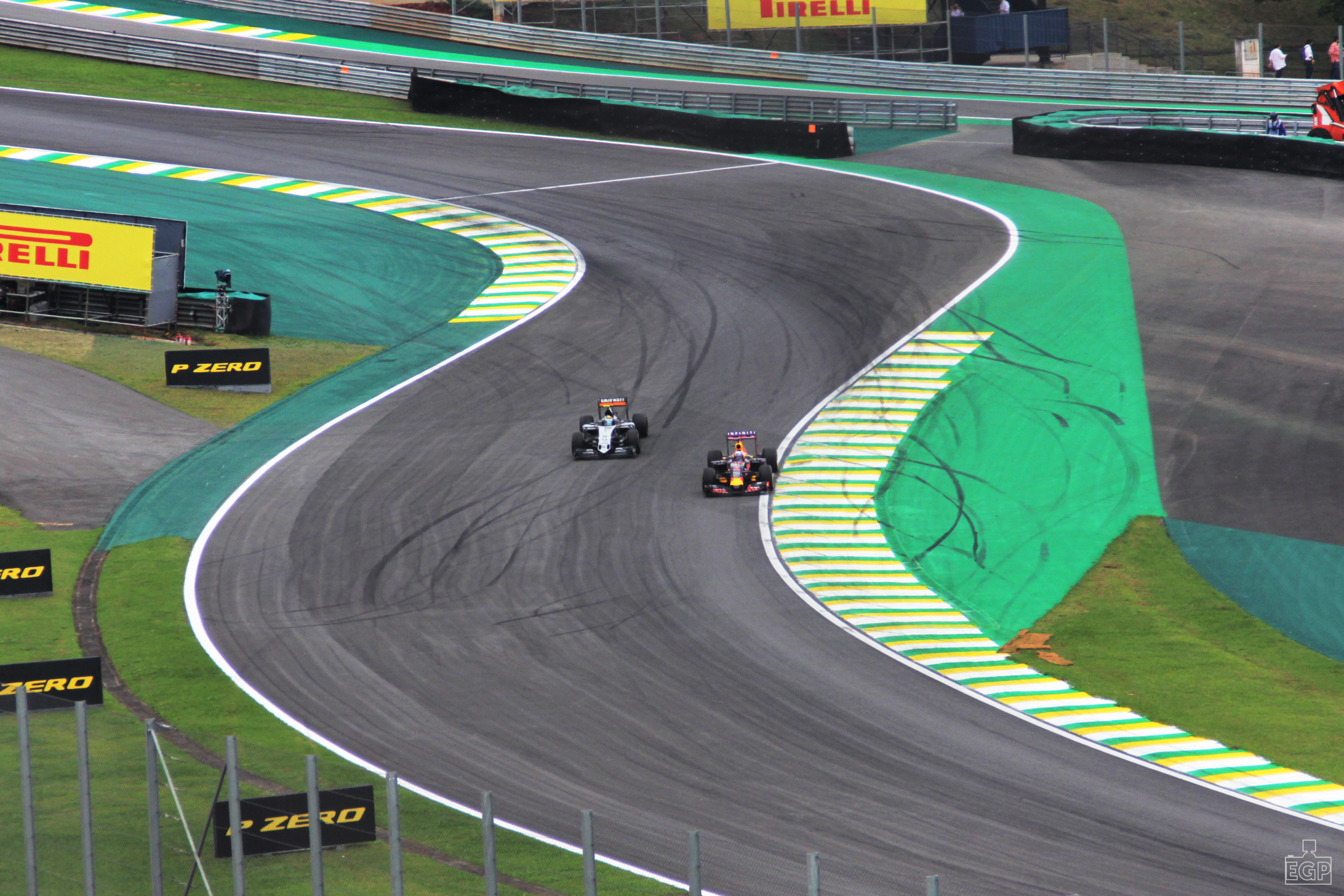
L'uscita della "S" do Senna e l'ingresso della Curva do Sol

In generale, il circuito è molto criticato nell'ambiente della Formula 1 per la qualità delle infrastrutture e dell'organizzazione: ad esempio durante il Gran Premio del Brasile 2000 alcuni cartelloni pubblicitari caddero più di una volta direttamente sulla pista con il rischio di colpire le auto. Discussioni sulla pericolosità della pista si sono accentuate nel 2011 dopo l'incidente mortale di Gustavo Sondermann alla Curva do Café. Ulteriori problematiche sulla sicurezza sono emerse meno di 3 settimane dopo la morte di Sondermann, quando, il 20 aprile, il pilota Paulo Kunze è deceduto in seguito alle ferite riportate in un incidente alla velocissima Curva do Sol durante una gara di Stock car svoltasi la domenica precedente. Dopo questo incidente gli organizzatori hanno previsto di diminuire i posti a sedere per gli spettatori in quella curva, in modo da ricavare una via di fuga sufficiente. Il progetto d'intervento è stato confermato a marzo del 2012.
Dalla stagione 2021 di Formula 1 il circuito ospita il Gran Premio di San Paolo.

## Tracciato
Originariamente il tracciato era lungo quasi 8 km e si sviluppava lungo il perimetro del terreno in cui era stato realizzato con lunghi rettilinei raccordati da velocissime curve, come le iniziali Curva 1 e Curva 2 e le finali Subida dos boxes e Arquibancadas, per poi contorcersi su sé stesso all'interno della parte veloce del tracciato. Dal 1957 era possibile utilizzarne anche solo la porzione esterna, il cosiddetto Circuito Externo.
Alla fine degli anni ottanta, con le maggiori gare che avevano già da tempo abbandonato l'impianto, si decise di rinnovarlo nelle strutture e nel disegno della pista. Furono studiate diverse proposte e alla fine il nuovo impianto fu pronto per il Gran Premio del Brasile 1990. La velocissima parte iniziale fu tagliata fuori (ora funge da viabilità di servizio) e la prima curva fu sostituita da una chicane in ripida discesa, la S do Senna, che immette sulla veloce Curva do Sol, così denominata perché i piloti, all'epoca in cui il verso di percorrenza era opposto, si trovavano il sole in faccia in orario pomeridiano. A partire da tale punto, il nuovo tracciato percorre in senso opposto all'originale il tratto Curva do Sol, Reta oposta, Curva Subida do lago, il rettilineo tra questa e la Curva Ferradura, che, modificata, immette sulla sezione che porta alla Curva Laranja. Altra modifica viene apportata nella zona tra le curve Mergulho e Junção, dove il rettilineo che le raccorda viene spostato leggermente più a monte, per ampliare la via di fuga e di conseguenza le due curve vengono riprofilate allo stesso scopo. Dopo tali modifiche la pista misura circa 4,3 km. In occasione della gara del motomondiale 1992 viene inserita una chicane tra le curve Junção e Subida dos boxes, ancora visibile dalle foto satellitari.
Il circuito è uno dei pochi nel calendario della Formula 1 a girare in senso antiorario (gli altri sono il circuito di Baku, il circuito delle Americhe, il Singapore Street Circuit, il circuito di Yas Marina, l'Autodromo Enzo e Dino Ferrari e il circuito di Gedda), e all'interno del tracciato è situato un circuito per kart intitolato ad un altro amato pilota paulista, Ayrton Senna.
Il record assoluto del circuito è di 1'07"281 stabilito da Lewis Hamilton su Mercedes nelle qualifiche del Gran Premio del Brasile 2018.

## Mappe del circuito

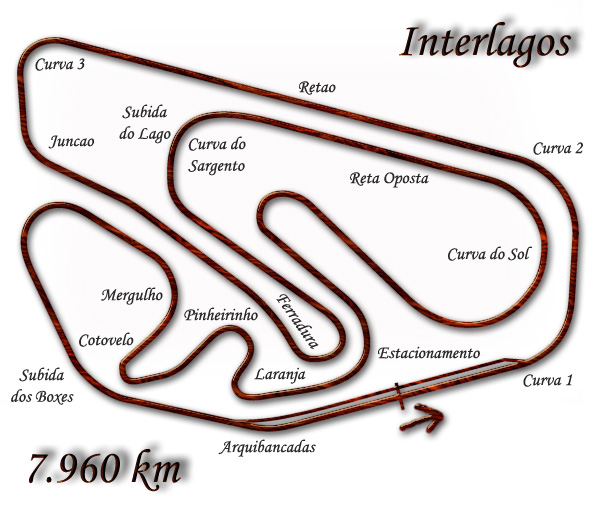
La configurazione di 7.960 metri utilizzata dal 1940 al 1979
La configurazione di 7.873 metri utilizzata dal 1980 al 1989
La configurazione di 4.325 metri utilizzata dal 1990 al 1995
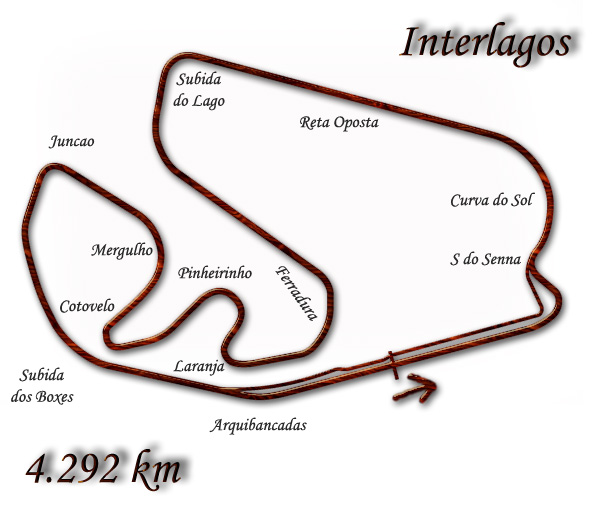
La configurazione di 4.292 metri utilizzata dal 1996 al 1998
La configurazione di 4.309 metri utilizzata dal 1999

## Albo d'oro della Formula 1

### Gran Premio del Brasile
| Anno | Pilota               | Vettura          |
| ---- | -------------------- | ---------------- |
| 1973 | Emerson Fittipaldi   | Lotus-Ford       |
| 1974 | Emerson Fittipaldi   | McLaren-Ford     |
| 1975 | Carlos Pace          | Brabham-Ford     |
| 1976 | Niki Lauda           | Ferrari          |
| 1977 | Carlos Reutemann     | Ferrari          |
| 1979 | Jacques Laffite      | Ligier-Ford      |
| 1980 | René Arnoux          | Renault          |
| 1990 | Alain Prost          | Ferrari          |
| 1991 | Ayrton Senna         | McLaren-Honda    |
| 1992 | Nigel Mansell        | Williams-Renault |
| 1993 | Ayrton Senna         | McLaren-Ford     |
| 1994 | Michael Schumacher   | Benetton-Ford    |
| 1995 | Michael Schumacher   | Benetton-Renault |
| 1996 | Damon Hill           | Williams-Renault |
| 1997 | Jacques Villeneuve   | Williams-Renault |
| 1998 | Mika Häkkinen        | McLaren-Mercedes |
| 1999 | Mika Häkkinen        | McLaren-Mercedes |
| 2000 | Michael Schumacher   | Ferrari          |
| 2001 | David Coulthard      | McLaren-Mercedes |
| 2002 | Michael Schumacher   | Ferrari          |
| 2003 | Giancarlo Fisichella | Jordan-Ford      |
| 2004 | Juan Pablo Montoya   | Williams-BMW     |
| 2005 | Juan Pablo Montoya   | McLaren-Mercedes |
| 2006 | Felipe Massa         | Ferrari          |
| 2007 | Kimi Räikkönen       | Ferrari          |
| 2008 | Felipe Massa         | Ferrari          |
| 2009 | Mark Webber          | Red Bull-Renault |
| 2010 | Sebastian Vettel     | Red Bull-Renault |
| 2011 | Mark Webber          | Red Bull-Renault |
| 2012 | Jenson Button        | McLaren-Mercedes |
| 2013 | Sebastian Vettel     | Red Bull-Renault |
| 2014 | Nico Rosberg         | Mercedes         |
| 2015 | Nico Rosberg         | Mercedes         |
| 2016 | Lewis Hamilton       | Mercedes         |
| 2017 | Sebastian Vettel     | Ferrari          |
| 2018 | Lewis Hamilton       | Mercedes         |
| 2019 | Max Verstappen       | Red Bull-Honda   |
| 2020 | Non disputato        | Non disputato    |

### Gran Premio di San Paolo
| Anno | Pilota         | Vettura  |
| ---- | -------------- | -------- |
| 2021 | Lewis Hamilton | Mercedes |
| 2022 | George Russell | Mercedes |
| 2023 | Max Verstappen | Red Bull |
| 2024 | Max Verstappen | Red Bull |

## Albo d'oro del Motomondiale
| Anno | 500cc        | 250cc         | 125cc        |
| ---- | ------------ | ------------- | ------------ |
| 1992 | Wayne Rainey | Luca Cadalora | Dirk Raudies |

## Record sul giro
I record sul giro all'Autódromo José Carlos Pace.
| Categoria           | Tempo    | Pilota                       | Team              | Data             |
| ------------------- | -------- | ---------------------------- | ----------------- | ---------------- |
| Formula 1           | 1'10"540 | Valtteri Bottas              | Mercedes          | 11 novembre 2018 |
| Le Mans Series-LMP1 | 1'18"787 | Pedro Lamy/Stéphane Sarrazin | Peugeot 908 HDi   | 10 novembre 2007 |
| Formula 3           | 1'30"170 | Andrè Sousa                  | Full Time         | 9 dicembre 2005  |
| Formula Renault     | 1'37"109 | Diego Freitas                | UniOil Sports     | 6 dicembre 2003  |
| Stock Car Brasil V8 | 1'39"585 | Raul Boesel                  | Bassani Racing    | 17 aprile 2004   |
| Maserati Trofeo     | 1'47"655 | Guto Negrão                  | Medley            | 25 marzo 2006    |
| Fórmula Truck       | 2'04"616 | Wellington Cirino            | ABF/Mercedes-Benz | 5 ottobre 2003   |

## Incidenti mortali
- Rafael Sperafico (2007)
- Gustavo Sondermann (2011)
- Paulo Kunze (2011)
- Cristiano Ferreira (2013)
- Sergio Dos Santos (2017)
- Mauricio Paludete (2019)
- Matheus Barbosa (2020)
- Lorenzo Somaschini (2024)